# Pseudoryclus bicolor
Pseudoryclus bicolor är en tvåvingeart som först beskrevs av Luigi Bellardi 1861.  Pseudoryclus bicolor ingår i släktet Pseudoryclus och familjen rovflugor. Inga underarter finns listade i Catalogue of Life.